# Sportgemeinschaft Essen-Schönebeck 19/68 2012-2013
Questa voce raccoglie le informazioni riguardanti lo Sportgemeinschaft Essen-Schönebeck 19/68 nelle competizioni ufficiali della stagione 2012-2013.

## Divise e sponsor
Lo sponsor principale era l'istituto di credito Sparkasse Essen, mentre lo sponsor tecnico, fornitore delle tenute, era Nike.
|  | Casa | Trasferta |

## Organigramma societario
Come da sito ufficiale
Area tecnica
- Allenatore: Markus Högner
- Allenatore in seconda: Kirsten Schlosser
- Preparatori dei portieri: Jan Szczepanski
- Preparatore atletico: Erskine Baker

## Rosa
Rosa, ruoli e numeri di maglia come da sito ufficiale, aggiornato al 29 gennaio 2013, integrati dal sito della Federcalcio tedesca (DFB).
| N. |                        | Ruolo | Calciatrice                 |
| -- | ---------------------- | ----- | --------------------------- |
| 1  | Germania (bandiera)    | P     | Lisa Weiß                   |
| 2  | Stati Uniti (bandiera) | D     | Katarina Tarr               |
| 3  | Germania (bandiera)    | D     | Sharon Beck                 |
| 4  | Germania (bandiera)    | C     | Christina Dierkes           |
| 5  | Germania (bandiera)    | D     | Sabrina Dörpinghaus         |
| 6  | Germania (bandiera)    | C     | Vanessa Martini             |
| 7  | Germania (bandiera)    | C     | Sarah Freutel               |
| 8  | Germania (bandiera)    | A     | Madeline Gier               |
| 9  | Germania (bandiera)    | A     | Isabelle Wolf               |
| 10 | Germania (bandiera)    | C     | Melanie Hoffmann (capitano) |
| 11 | Germania (bandiera)    | C     | Irini Ioannidou             |
| 12 | Germania (bandiera)    | P     | Stefanie Löhr               |

| N. |                       | Ruolo | Calciatrice       |
| -- | --------------------- | ----- | ----------------- |
| 13 | Germania (bandiera)   | A     | Charline Hartmann |
| 14 | Albania (bandiera)    | C     | Geldona Morina    |
| 15 | Portogallo (bandiera) | D     | Carole Costa      |
| 16 | Germania (bandiera)   | C     | Jacqueline Klasen |
| 17 | Portogallo (bandiera) | A     | Ana Oliveira      |
| 18 | Germania (bandiera)   | C     | Linda Dallmann    |
| 19 | Germania (bandiera)   | D     | Katharina Leiding |
| 20 | Germania (bandiera)   | P     | Jil Strüngmann    |
| 21 | Germania (bandiera)   | D     | Ina Mester        |
| 22 | Germania (bandiera)   | A     | Caroline Hamann   |
| 23 | Germania (bandiera)   | C     | Kyra Malinowski   |
| 24 | Scozia (bandiera)     | A     | Emma Mitchell     |

## Calciomercato

### Sessione estiva
| Acquisti | Acquisti          | Acquisti                    | Acquisti                  |
| R.       | Nome              | da                          | Modalità                  |
| -------- | ----------------- | --------------------------- | ------------------------- |
| C        | Christina Dierkes | SGS Essen [Primavera B (F)] | aggregata dalle giovanili |
| C        | Madeline Gier     | 2001 Duisburg               | definitivo                |
| C        | Geldona Morina    | 2001 Duisburg               | definitivo                |

| Cessioni | Cessioni         | Cessioni             | Cessioni                       |
| R.       | Nome             | a                    | Modalità                       |
| -------- | ---------------- | -------------------- | ------------------------------ |
| P        | Ursula Holl      |                      | ritirata                       |
| D        | Franziska Göbel  | SGS Essen II         | aggregata alla squadra riserve |
| C        | Jessica Bade     | Bad Neuenahr         | definitivo                     |
| A        | Sabrina Bemmelen | Alemannia Aquisgrana | definitivo                     |

### Sessione invernale
| Acquisti | Acquisti      | Acquisti     | Acquisti   |
| R.       | Nome          | da           | Modalità   |
| -------- | ------------- | ------------ | ---------- |
| C        | Emma Mitchell | Glasgow City | definitivo |

| Cessioni | Cessioni | Cessioni | Cessioni |
| R.       | Nome     | a        | Modalità |
| -------- | -------- | -------- | -------- |
|          |          |          |          |

## Risultati

### Frauen-Bundesliga

#### Girone di andata
| Arbitro: | Rafalski (Baunatal) |

|                        |           |  |
| Oster 10’ Islacker 52’ | Marcatori |  |

| Arbitro: | Stolz (Pritzwalk) |

|                                |           |                      |
| Hoffmann 26’, 61’ Hartmann 72’ | Marcatori | 58’ (rig.) Behringer |

| Arbitro: | Derlin (Bad Schwartau) |

|            |           |  |
| Kuznik 65’ | Marcatori |  |

| Arbitro: | Müller-Schmäh (Potsdam) |

|                      |           |  |
| Dörpinghaus 30’, 55’ | Marcatori |  |

| Arbitro: | Biehl (Siesbach) |

|          |           |         |
| Utes 12’ | Marcatori | 6’ Tarr |

| Essen 14 ottobre 2012, ore 14:00 CET 6ª giornata | SGS Essen               | 0 – 0 referto | Wolfsburg | Stadion Essen (852 spett.)\| Arbitro: \| Baitinger (Friesenheim) \| |
| Arbitro:                                         | Baitinger (Friesenheim) |               |           |                                                                     |

| Essen 28 ottobre 2012, ore 14:00 CET 7ª giornata | SGS Essen               | 0 – 0 referto | Bayer Leverkusen | Stadion Essen (842 spett.)\| Arbitro: \| Müller-Schmäh (Potsdam) \| |
| Arbitro:                                         | Müller-Schmäh (Potsdam) |               |                  |                                                                     |

| Arbitro: | Söder (Ingolstadt) |

|                                               |           |            |
| Göransson 23’, 57’, 73’ Evans 35’ Winters 45’ | Marcatori | 66’ Mester |

| Arbitro: | Illing (Limbach-Oberfrohna) |

|                      |           |                     |
| Mester 43’ Costa 86’ | Marcatori | 44’ (rig.) Van Bonn |

| Arbitro: | Storch-Schäfer (Petersberg) |

|  |           |                                        |
|  | Marcatori | 2’ Hartmann 12’ Hamann 14’ Dörpinghaus |

| Arbitro: | Appelmann (Sörgenloch) |

|                          |           |                                           |
| Hartmann 9’ Hoffmann 78’ | Marcatori | 20’ Savin 35’ Makanza 67’ (rig.) J. Maier |

#### Girone di ritorno
| Arbitro: | Heimann (Gladbeck) |

|                               |           |  |
| Leite 30’ Hoffmann 32’ (rig.) | Marcatori |  |

| Arbitro: | Biehl (Siesbach) |

|          |           |  |
| Munk 26’ | Marcatori |  |

| Arbitro: | Baitinger (Friesenheim) |

|              |           |                           |
| Dallmann 71’ | Marcatori | 33’, 43’ Okoyino da Mbabi |

| Arbitro: | Hussein (Bad Harzburg) |

|                 |           |                        |
| Brooks 40’, 90’ | Marcatori | 31’ (rig.) Dörpinghaus |

| Arbitro: | Söder (Norimberga) |

|                                      |           |                                 |
| Ioannidou 37’ Dörpinghaus 66’ (rig.) | Marcatori | 36’ (rig.) Schiewe 84’ Percival |

| Arbitro: | Stolz (Pritzwalk) |

|                                                                   |           |  |
| Keßler 15’ Blässe 44’ Vetterlein 59’ Omilade 70’ Pohlers 77’, 79’ | Marcatori |  |

| Leverkusen 13 aprile 2013, ore 14:00 CEST 18ª giornata | Bayer Leverkusen | 0 – 0 referto | SGS Essen | Ulrich-Haberland-Stadion (208 spett.)\| Arbitro: \| Turac (Berlino) \| |
| Arbitro:                                               | Turac (Berlino)  |               |           |                                                                        |

| Arbitro: | Appelmann (Alzey) |

|          |           |  |
| Wolf 71’ | Marcatori |  |

| Arbitro: | Hussein (Bad Harzburg) |

|             |           |                       |
| Gröbner 30’ | Marcatori | 63’ Mitchell 76’ Wolf |

| Arbitro: | Stolz (Pritzwalk) |

|                       |           |               |
| Wolf 52’ Dallmann 63’ | Marcatori | 18’ Schneider |

| Arbitro: | Heimann (Gladbeck) |

|           |           |              |
| Arnold 8’ | Marcatori | 33’ Hartmann |

### DFB-Pokal der Frauen
| Arbitro: | Rafalski (Baunatal) |

|                                       |           |                                     |
| Añonma 24’, 26’, 67’ Winters 52’, 71’ | Marcatori | 8’ Dallmann 50’ Ioannidou 65’ Costa |

## Statistiche

### Statistiche di squadra
| Competizione         | Punti | In casa | In casa | In casa | In casa | In casa | In casa | In trasferta | In trasferta | In trasferta | In trasferta | In trasferta | In trasferta | Totale | Totale | Totale | Totale | Totale | Totale | DR |
| Competizione         | Punti | G       | V       | N       | P       | Gf      | Gs      | G            | V            | N            | P            | Gf           | Gs           | G      | V      | N      | P      | Gf     | Gs     | DR |
| -------------------- | ----- | ------- | ------- | ------- | ------- | ------- | ------- | ------------ | ------------ | ------------ | ------------ | ------------ | ------------ | ------ | ------ | ------ | ------ | ------ | ------ | -- |
| Frauen-Bundesliga    | 30    | 11      | 6       | 3       | 2       | 17      | 10      | 11           | 2            | 3            | 6            | 9            | 20           | 22     | 8      | 6      | 8      | 26     | 30     | -4 |
| DFB-Pokal der Frauen | -     | -       | -       | -       | -       | -       | -       | 1            | 0            | 0            | 1            | 3            | 5            | 1      | 0      | 0      | 1      | 3      | 5      | -2 |
| Totale               | -     | 11      | 6       | 3       | 2       | 17      | 10      | 12           | 2            | 3            | 7            | 12           | 25           | 23     | 8      | 6      | 9      | 29     | 35     | -6 |

### Andamento in campionato
| Giornata  | 1  | 2 | 3 | 4 | 5 | 6 | 7 | 8 | 9 | 10 | 11 | 12 | 13 | 14 | 15 | 16 | 17 | 18 | 19 | 20 | 21 | 22 |
| --------- | -- | - | - | - | - | - | - | - | - | -- | -- | -- | -- | -- | -- | -- | -- | -- | -- | -- | -- | -- |
| Luogo     | T  | C | T | C | T | C | C | T | C | T  | C  | C  | T  | C  | T  | C  | T  | T  | C  | T  | C  | T  |
| Risultato | P  | V | P | V | N | N | N | P | V | V  | P  | V  | P  | P  | P  | N  | P  | N  | V  | V  | V  | N  |
| Posizione | 10 | 6 | 8 | 6 | 7 | 7 | 6 | 7 | 7 | 6  | 6  | 6  | 6  | 7  | 7  | 7  | 9  | 9  | 7  | 7  | 7  | 6  |

Legenda:

Luogo: C = Casa; T = Trasferta. Risultato: V = Vittoria; N = Pareggio; P = Sconfitta.

### Statistiche delle giocatrici
| Giocatore      | Frauen-Bundesliga | Frauen-Bundesliga | Frauen-Bundesliga | Frauen-Bundesliga | DFB-Pokal der Frauen | DFB-Pokal der Frauen | DFB-Pokal der Frauen | DFB-Pokal der Frauen | Totale   | Totale | Totale      | Totale     |
| Giocatore      | Presenze          | Reti              | Ammonizioni       | Espulsioni        | Presenze             | Reti                 | Ammonizioni          | Espulsioni           | Presenze | Reti   | Ammonizioni | Espulsioni |
| -------------- | ----------------- | ----------------- | ----------------- | ----------------- | -------------------- | -------------------- | -------------------- | -------------------- | -------- | ------ | ----------- | ---------- |
| S. Beck        | 4                 | 0                 | 0                 | 0                 | -                    | -                    | -                    | -                    | 4        | 0      | 0           | 0          |
| C. Costa       | 21                | 1                 | 0                 | 0                 | 1                    | 1                    | 0                    | 0                    | 22       | 2      | 0           | 0          |
| L. Dallmann    | 21                | 2                 | 1                 | 0                 | 1                    | 1                    | 0                    | 0                    | 22       | 3      | 1           | 0          |
| C. Dierkes     | 8                 | 0                 | 1                 | 0                 | 0                    | 0                    | 0                    | 0                    | 8        | 0      | 1           | 0          |
| S. Dörpinghaus | 17                | 5                 | 5                 | 0                 | 1                    | 0                    | 0                    | 0                    | 18       | 5      | 5           | 0          |
| S. Freutel     | 14                | 0                 | 0                 | 0                 | -                    | -                    | -                    | -                    | 14       | 0      | 0           | 0          |
| V. Gaj         | 0                 | 0                 | 0                 | 0                 | -                    | -                    | -                    | -                    | 0        | 0      | 0           | 0          |
| M. Gier        | 4                 | 0                 | 0                 | 0                 | -                    | -                    | -                    | -                    | 4        | 0      | 0           | 0          |
| C. Hamann      | 9                 | 1                 | 2                 | 0                 | 1                    | 0                    | 0                    | 0                    | 10       | 1      | 2           | 0          |
| C. Hartmann    | 20                | 4                 | 5                 | 1                 | 0                    | 0                    | 0                    | 0                    | 20       | 4      | 5           | 1          |
| M. Hoffmann    | 17                | 4                 | 3                 | 0                 | 1                    | 0                    | 0                    | 0                    | 18       | 4      | 3           | 0          |
| I. Ioannidou   | 20                | 1                 | 3                 | 0                 | 1                    | 1                    | 0                    | 0                    | 21       | 2      | 3           | 0          |
| J. Klasen      | 18                | 0                 | 0                 | 0                 | 0                    | 0                    | 0                    | 0                    | 18       | 0      | 0           | 0          |
| L. Kuhlmann    | 0                 | 0                 | 0                 | 0                 | -                    | -                    | -                    | -                    | 0        | 0      | 0           | 0          |
| K. Leiding     | 9                 | 0                 | 0                 | 0                 | 0                    | 0                    | 0                    | 0                    | 9        | 0      | 0           | 0          |
| A. Leite       | 18                | 1                 | 0                 | 0                 | 1                    | 0                    | 0                    | 0                    | 19       | 1      | 0           | 0          |
| S. Löhr        | 0                 | 0                 | 0                 | 0                 | -                    | -                    | -                    | -                    | 0        | 0      | 0           | 0          |
| K. Malinowski  | -                 | -                 | -                 | -                 | -                    | -                    | -                    | -                    | -        | -      | -           | -          |
| V. Martini     | 22                | 0                 | 3                 | 0                 | 1                    | 0                    | 1                    | 0                    | 23       | 0      | 4           | 0          |
| I. Mester      | 22                | 2                 | 4                 | 0                 | 1                    | 0                    | 0                    | 0                    | 23       | 2      | 4           | 0          |
| E. Mitchell    | 11                | 1                 | 0                 | 0                 | -                    | -                    | -                    | -                    | 11       | 1      | 0           | 0          |
| G. Morina      | 1                 | 0                 | 0                 | 0                 | 1                    | 0                    | 0                    | 0                    | 2        | 0      | 0           | 0          |
| L. Ostermeier  | 1                 | 0                 | 0                 | 0                 | -                    | -                    | -                    | -                    | 1        | 0      | 0           | 0          |
| J. Strüngmann  | 0                 | 0                 | 0                 | 0                 | 0                    | 0                    | 0                    | 0                    | 0        | 0      | 0           | 0          |
| K. Tarr        | 11                | 1                 | 1                 | 0                 | 1                    | 0                    | 0                    | 0                    | 12       | 1      | 1           | 0          |
| L. Weiß        | 22                | -30               | 0                 | 0                 | 1                    | -5                   | 0                    | 0                    | 23       | -35    | 0           | 0          |
| I. Wolf        | 10                | 3                 | 0                 | 0                 | 1                    | 0                    | 0                    | 0                    | 11       | 3      | 0           | 0          |